# Фонтанела
Фонтанела (итал. Fontanella) је насеље у Италији у округу Бергамо, региону Ломбардија.
Према процени из 2011. у насељу је живело 4106 становника. Насеље се налази на надморској висини од 105 м.

## Становништво
Према резултатима пописа становништва 2011. у општини је живело 4.339 становника.
| 1936. | 1951. | 1961. | 1971. | 1981. | 1991. | 2001. | 2011. |
| ----- | ----- | ----- | ----- | ----- | ----- | ----- | ----- |
| 3.876 | 4.057 | 3.329 | 3.050 | 3.367 | 3.459 | 3.628 | 4.339 |